# Emil Elben

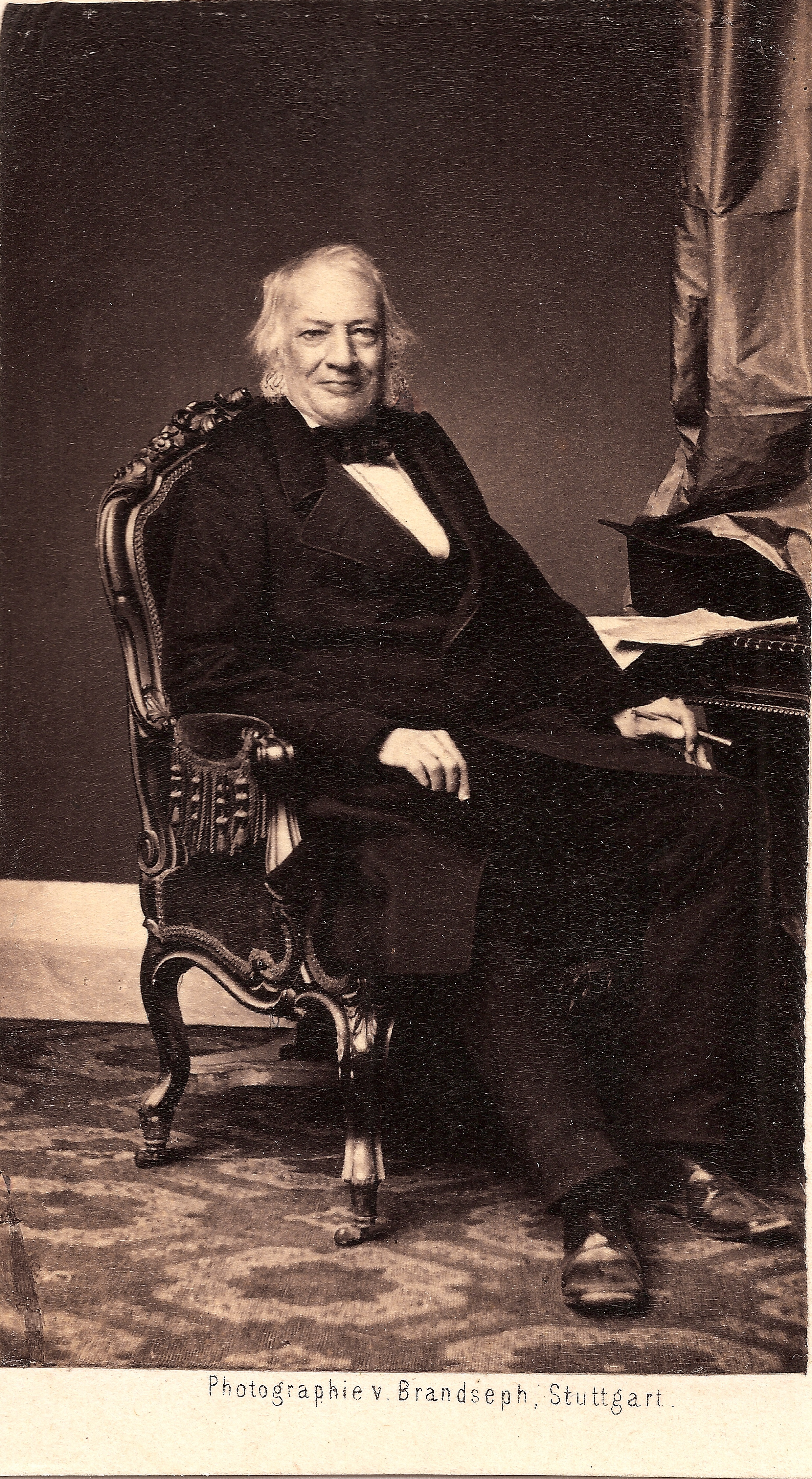
Emil Elben

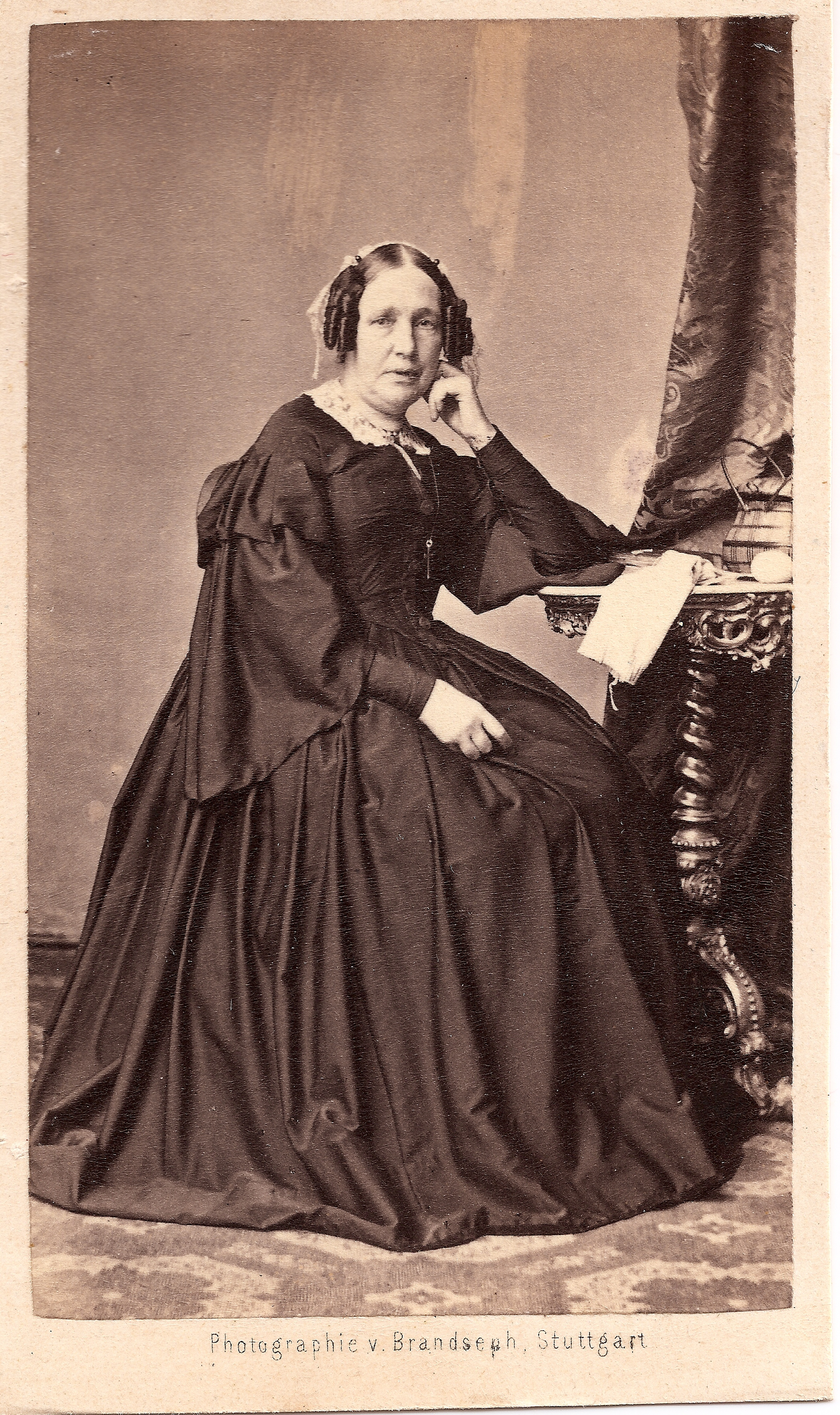
Luise Elben, geborene Conradi

Emil Elben ⚭ Luise Elben, geborene Conradi, Aufnahmen von Friedrich Brandseph aus dem Familienalbum um 1862, Abzüge auf Albuminpapier

Ernst Martin Emil Elben (* 11. August 1795 in Stuttgart, Herzogtum Württemberg; † 9. Oktober 1873 in Stuttgart, Königreich Württemberg) war ein promovierter Germanist und Hauptschriftleiter der Stuttgarter Tageszeitung Schwäbischer Merkur.

## Herkunft
Emil Elben war der viertälteste in seiner Geschwisterreihe und der drittälteste Sohn des Christian Gottfried Elben, des Gründers des Schwäbischen Merkur und seiner Ehefrau der Sophie Caroline Auguste Magdalene Elben, geborene Feuerlein. Aus seiner Familie stammten viele Honoratioren der württembergischen Haupt- und Residenzstadt Stuttgart und die Elbens galten als eine der renommierten Familien der württembergischen Ehrbarkeit.

## Leben
Emil Elben promovierte nach seinem Germanistik-Studium zum Doktor der Philosophie. Zusammen mit seinem älteren Bruder Karl Elben (1790–1854) war er langjähriger maßgeblicher Redakteur des Schwäbischen Merkurs. Das Blatt hatte sich in diesen Jahren zum meistgelesenen politischen Blatt Württembergs entwickelt und bestand noch weiter bis 1941. Emil Elbens jüngster Bruder Otto Elben (1813– 1862), so wird in den Familienunterlagen berichtet, war ein zum Dr. med. promovierter Arzt und Medizinalrat in Stuttgart und habe am damaligen kulturellen und politischen Leben der württembergischen Residenzstadt als Mäzen und Musikliebhaber äußerst aktiv Anteil genommen. Emil Elben hingegen habe eher zurückgezogen gelebt. Er verstarb am 9. Oktober 1873 in Stuttgart und wurde am 12. Oktober 1873 beerdigt. Seine letzte Ruhe fand Emil Elben auf dem Hoppenlaufriedhof in Stuttgart.

## Familie
Emil Elben vermählte sich am 4. Mai 1823 in Stuttgart mit seiner Cousine Luise Auguste Leopoldine Conradi (* 24. August 1805 in Stuttgart; † 31. Januar 1890 in Stuttgart). Aus der Ehe gingen zehn Kinder hervor.
- Luise Auguste Sophie (* 30. April 1824 in Stuttgart; † 9. Juli 1897 in Stuttgart) ⚭ Adolf Mohl (* 24. September 1822 in Stuttgart; † 11. September 1882 in Stuttgart), Kaufmann in Stuttgart
- Christian Leopold Eduard (* 12. September 1825 in Stuttgart; † 9. August 1902 in Stuttgart), Rechtskonsulent und Redakteur beim Schwäbischen Merkur in Stuttgart ⚭ Mathilde Elben (* 28. September 1830 in Reutlingen; † 11. Oktober 1899 in Stuttgart)[7]
- Emilie Theophanie Marie (* 8. Oktober 1830 in Stuttgart; † 7. April 1917 in Stuttgart)
- Marie Pauline (* 18. Mai 1833 in Stuttgart; † 12. August 1866 in Stuttgart) ⚭ August Wilhelm Rothermundt (* 22. März 1820 in Nienburg; † 11. Mai 1885 in Stuttgart), Kaufmann in St. Petersburg, zog 1864 nach Stuttgart, Sohn des niedersächsischen Landwirts Peter Ludwig Rothermundt (* 1780; † 1850 in Bremke bei Göttingen);[8][9] Urgroßeltern des Archivars und Genealogen Gerhart Nebinger[10]
- Mathilde Sophie (* 31. Oktober 1836 in Stuttgart; † 22. Mai 1910 in Schorndorf) ⚭ Ernst Gaab, Dr. phil., Pfarrer in Lehrensteinsfeld und Eberdingen (* 18. Oktober 1830 in Stuttgart; † 3. Dezember 1902 in Schorndorf)[11]
- Wilhelm Gustav Carl (* 19. Mai 1838 in Stuttgart; † 17. April 1909 in Stuttgart), Privatier und Kaufmann in Sankt Petersburg ⚭ Emma Brofft-Schury (* 1838 † 1922)[12]
- Adolf Gustav (* 6. Januar 1840 in Stuttgart; † 12. Mai 1867 in Stuttgart), Kaufmann in St. Petersburg ⚭ Agathe Bertelink (* 1842; † 1902)[13]
- Sophie Charlotte (* 6. Juli 1841 in Stuttgart; † 5. Oktober 1853 in Stuttgart)[13]
- Anna Marie (* 13. August 1845 in Stuttgart; † 4. August 1924 in Stuttgart) ⚭ August Wilhelm Rothermundt (* 1820; † 1885), Kaufmann in St. Petersburg[13]
- Auguste Pauline (* 25. März 1847 in Stuttgart; † 26. März 1923 in Korntal) ⚭ Emil Eduard Otto Ege (* 1833; † 1893), Ökonomierat, Gutspächter vom Schwärzer Hof (bei Neckarsulm)[13]